# Alfredo Cónsole
Alfredo Cónsole (Provincia de Tucumán, 15 de marzo de 1896-ca. 1970) fue un periodista, bibliotecario, escritor y conferencista argentino.

## Trayectoria
Se desempeñó como bibliotecario de la Biblioteca Alberdi y secretario del Ateneo de la ciudad de San Miguel de Tucumán. Colaboró en el periódico “La Gaceta”, "El Orden" y otras publicaciones provinciales. También publicó en su provincia natal Impresiones de viaje (1920) y Florilegio de poesías tucumanas (1921). Luego se radicó en Buenos Aires, donde siguió trabajando en el periodismo y desarrolló una tarea de conferencista. Allí publicó nuevos libros: Dos conferencias literarias (1935) y Primeros escritos literarios (1946).
Dentro del campo de la bibliotecología, publicó los libros Fundación y organización de bibliotecas (1927) y Hagamos del bibliotecario un profesional (1929). En ellos hacía hincapié en la figura del bibliotecario y de las bibliotecas, tanto a nivel educativo como organizativo. Sus artículos periodísticos fueron publicados a través del tiempo en la revista “Universidad” de Santa Fe, “La Literatura Argentina”, el “Boletín de la Comisión Protectora de Bibliotecas Populares”, entre otras. También fue autor del Catálogo diccionario de temas modelo argentino (1946).Asimismo, propuso un plan de estudios propio para la formación de bibliotecarios.

## Obras
- Impresiones de viajes por la Argentina y Chile, perlas atlánticas. A. Cónsole, 1920 - 61 p.

- El bibliotecario y la biblioteca: fundación y organización de bibliotecas populares. Buenos Aires: Editorial Tor, 1928 - 214 p.

—— 2a. ed. Buenos Aires: Librería de A. García Santos, 1929 - 200 p.
- Catálogo diccionario de temas modelo argentino. Buenos Aires: Talleres gráficos Ferrari hnos., 1946 - 40 p.

—— 2a. ed. corr. y aum. Buenos Aires: Tall. gráf. Ferrari Hnos., 1948 - 46 p.
- Dos conferencias literarias: Poetas a los veinte años. Nuestras poetisas de hoy. Buenos Aires: Talleres gráficos Ferrari hnos., 1935 - 40 p.

- Florilegio de poesías tucumanas. San Miguel de Tucumán: Tall. Graf. de la Penitenciaria, 1921 - 205 p.

- Fundación y organización de bibliotecas. 1a. ed. Buenos Aires: Imprenta López, 1931 - 199 p.

—— 2a. ed. Buenos Aires: Imprenta López, 1935 - 213 p.
—— 3a. ed. Buenos Aires: Imprenta López, 1937 - 217 p.
—— 4a. ed. Buenos Aires: Imprenta López, 1939 - 219 p.
—— 5a. ed. aum. Buenos Aires: Imprenta López, 1943.
—— 6a. ed. corr. y aum. Buenos Aires: Librería El Ateneo, 1947 - 275 p.
—— 7a. ed. corr. y aum. Buenos Aires: Librería El Ateneo, 1954 - 279 p. ISBN 0598758275, ISBN 9780598758279
- Hagamos del bibliotecario un profesional. Buenos Aires: Ferrari Hnos., 1933 - 78 p.

—— 2a. ed. Buenos Aires: [s.n.], 1934 - 71 p.
—— 3a. ed. Buenos Aires: Imprenta López, 1937 - 124 p.
—— 4a. ed. Buenos Aires: Imprenta López, 1939.
—— 5a. ed. corr. y aum. Buenos Aires: Imprenta López, 1943 - 207 p.
—— 6a. ed. Buenos Aires: El Ateneo, 1947 - 230 p.
—— 7a. ed. corr. y aum. Buenos Aires: Librería El Ateneo, 1954 - 252 p.
- Impresiones de viajes por la Argentina y Chile: perlas atlánticas. San Miguel de Tucumán: [s.n.], 1920.

- Primeros escritos literarios : poesías y prosas. Buenos Aires: Edit. Araujo, 1946 - 86 p.

- Una nueva clasificación bibliográfica para bibliotecas y librerías. Buenos Aires: L. J. Rosso, 1931.

—— 2a. ed. Buenos Aires: Imprenta López, 1932 - 37 p.

## Artículos
- La Biblioteca Nacional necesita nuevo edificio y nueva organización. La Literatura Argentina, 4(40), p. 115. Diciembre, 1931.